# Гелен Аппертон
Гелен Аппертон (англ. Helen Upperton; 31 жовтня 1979) — канадська бобслеїстка, призерка Олімпійських ігор.
Гелен Аппертон виступає в міжнародних змаганнях із бобслею з 2002 року. До того вона займалася легкою атлетикою, спеціалізуючи у потрійному стрибку. На Туринській олімпіаді вона була четвертою, а у Ванкувері виборола срібні медалі.
Найкращий виступ Гелен в Кубку світу — друге місце в сезоні 2005/2006.